# Governatorato di Socotra
Il Governatorato di Socotra (in arabo: أبين) è un governatorato dello Yemen. Prima della nascita del governatorato, le isole dell'arcipelago di Socotra hanno fatto parte del governatorato di 'Adan (1967-2004) e quindi di quello di Hadramawt fino al dicembre 2013.
Ha due distretti: Qoulensya Wa Abd Al Kouri e Hadibu. Il suo capoluogo è Hadibu.